# Oleg Mutu
Oleg Mutu (Chișinău, 22 luglio 1972) è un direttore della fotografia moldavo, noto per la fotografia di film cardine del nuovo corso del cinema rumeno esploso a metà anni duemila, come La morte del signor Lazarescu (2005) e 4 mesi, 3 settimane, 2 giorni (2007).

## Biografia
Di famiglia russofona, dopo aver lavorato come operatore di ripresa in TV per eventi sportivi, ha studiato cinema a Bucarest. Avrebbe voluto iscriversi alla VGIK di Mosca, ma il crollo dell'URSS ne ha reso i costi proibitivi. Tra i suoi compagni di corso c'era il futuro regista Cristian Mungiu, con cui avrebbe collaborato sin dai primi cortometraggi studenteschi nel 1994–95. Assieme a quest'ultimo e ad un altro regista rumeno, Hanno Höfer, ha creato la casa di produzione Mobra Film, tramite cui produrre i propri film in un contesto come il cinema rumeno all'indomani del terzo millennio, dove i cinema aperti erano passati da 800 a 80 nell'arco di un decennio, gli spettatori da 30 milioni a 2 milioni e la produzione nazionale si aggirava attorno ai 5 film l'anno. Figurerà infatti come produttore di 4 mesi, 3 settimane, 2 giorni (2007) e Racconti dell'età dell'oro (2009), entrambi diretti da Mungiu.
Deve però la fama al proprio lavoro come direttore della fotografia di una serie di film rumeni usciti in quegli anni, a partire dal suo primo lungometraggio La morte del signor Lazarescu (2005), nei quali sperimenta uno stile semi-documentaristico, fatto di illuminazione minimale, long take e campi medi, nato dalla sua esperienza come operatore TV e messo in pratica per la prima volta in qualità di assistente operatore di Occident (2002) di Mungiu. Il soldalizio con quest'ultimo proseguirà con 4 mesi, 3 settimane, 2 giorni (Palma d'oro a Cannes), Racconti dell'età dell'oro e Oltre le colline (2012).
A partire da Sčast'e moë (2010), comincia a collaborare col regista ucraino trapiantato all'estero Serhij Loznycja, curandone la fotografia di tutti i film di finzione.

## Filmografia parziale

### Direttore della fotografia
- La morte del signor Lazarescu (Moartea domnului Lăzărescu), regia di Cristi Puiu (2005)
- 4 mesi, 3 settimane, 2 giorni (4 luni, 3 săptămâni și 2 zile), regia di Cristian Mungiu (2007)
- Racconti dell'età dell'oro (Amintiri din epoca de aur), regia di Cristian Mungiu, Ioana Uricaru, Hanno Höfer e Răzvan Mărculescu (2009)
- Sčast'e moë, regia di Serhij Loznycja (2010)
- Oltre le colline (După dealuri), regia di Cristian Mungiu (2012)
- Anime nella nebbia (V tumane), regia di Serhij Loznycja (2012)
- Réflexions, episodio de I ponti di Sarajevo (Les Ponts de Sarajevo), regia di Serhij Loznycja (2014)
- Le donne e il desiderio (Zjednoczone stany miłości), regia di Tomasz Wasilewski (2016)
- Krotkaja, regia di Serhij Loznycja (2017)
- Donbass, regia di Serhij Loznycja (2018)
- Miracle - Storia di destini incrociati (Miracol), regia di Bogdan George Apetri (2021)
- Dva prokurora, regia di Serhij Loznycja (2025)

### Produttore
- 4 mesi, 3 settimane, 2 giorni (4 luni, 3 săptămâni și 2 zile), regia di Cristian Mungiu (2007)
- Racconti dell'età dell'oro (Amintiri din epoca de aur), regia di Cristian Mungiu, Ioana Uricaru, Hanno Höfer e Răzvan Mărculescu (2009)